# Peter Barnes (Dramatiker)
Peter Barnes (* 10. Januar 1931 in London, England; † 1. Juli 2004 ebenda) war ein britischer Drehbuchautor, Filmproduzent und Filmregisseur. Auch war Barnes als Dramatiker tätig.

## Biografie

### Leben
Obwohl im London Borough of Tower Hamlets geboren, wuchs Peter Barnes an der britischen Ostküste auf. In Stroud (Gloucestershire) besuchte er die Schule und trat als Amateurkomiker in den Cafés seiner Eltern auf.
Nach seinem Militärdienst in der Royal Air Force versuchte er es kurzzeitig als Stadtrat im London County Council, musste jedoch rasch einsehen, dass er dem Leben eines Politikers nichts abgewinnen konnte.
Barnes nahm Teleunterricht in Theologie und begann als Filmkritiker, Redakteur und schließlich als Drehbuchautor zu arbeiten. 1959 wurde mit The White Trap Barnes erstes Drehbuch verfilmt. 1968 feierte er mit The Ruling Class im Theater von Nottingham Premiere. Sein Stück „Red Noses“ wurde 1985 zum „Besten Neuen Stück“ in London gewählt. Weitere epische Stücke wie „The Bewitched“ und „Laughter“ festigten seinen Ruf als Stückeschreiber einer Bedeutung, die in seiner Generation in England nur Harold Pinter und Tom Stoppard erreichten.
Wenngleich er zahlreiche Drehbücher schrieb, so wurde sein Name doch in den 1990er Jahren bekannter. So schrieb er das Drehbuch zu Verzauberter April und wurde 1993 für den Oscar in der Kategorie Bestes adaptiertes Drehbuch nominiert.
Zwischen 1989 und 1994 führte er bei vier britischen Fernsehfilmen Regie, die jedoch nicht an den Erfolg des Autors Peter Barnes anknüpfen konnten.
Mitte der 1990er Jahre wurde Barnes Autor bei Hallmark Entertainment und adaptierte einige Fantasystoffe in Filmdrehbücher, darunter zuletzt im Jahr 2000 Arabian Nights – Abenteuer aus 1001 Nacht.

### Familie
Peter Barnes war zweimal verheiratet. 1958 heiratete er Charlotte Beck, mit der er bis zu ihrem Tod, im Jahr 1995 verheiratet war. Das Paar hatte keine Kinder. Im selben Jahr heiratete er Christine Horn, die 2000 ihre gemeinsame Tochter Leela zur Welt brachte. Im Jahr 2002 – Barnes war mittlerweile 71 Jahre alt – wurde er erneut Vater. Dieses Mal wurde er Vater von Drillingen, den Söhnen Nathaniel und Zachary und Tochter Abigail.
Peter Barnes erlag nur zwei Jahre später, 73-jährig, einem Schlaganfall.

## Filmografie
- 1966: Finger weg von meiner Frau (Not with My Wife, You Don’t!)
- 1972: The Ruling Class
- 1991: Verzauberter April (Enchanted April)
- 1998: Merlin
- 1999: Alice im Wunderland (Alice in Wonderland)
- 1999: Arche Noah – Das größte Abenteuer der Menschheit (Noah's Ark)
- 1999: A Christmas Carol – Die Nacht vor Weihnachten (A Christmas Carol)
- 2000: Arabian Nights – Abenteuer aus 1001 Nacht (Arabian Nights)

## Auszeichnungen
- 1993: Nominiert für den Oscar, Bestes adaptiertes Drehbuch, für: Verzauberter April
- 1998: Nominiert für den Emmy, Bestes Drehbuch einer Miniserie, für: Merlin